# هرقلية مانتغازية
هرقلية مانتغازية أو عشبة الخنزير العملاقة (الاسم العلمي:Heracleum mantegazzianum) (بالإنجليزية: giant hogweed)‏ نسبةً لعلم النبات الإيطالي باولو مانتغازي هي نوع من النباتات يتبع جنس الهرقلية من فصيلة الخيمية.